# Анжеро-Судженський міський округ
Анже́ро-Су́дженський міський округ (рос. Анжеро-Судженский городской округ) — міський округ Кемеровської області Російської Федерації.
Адміністративний центр — місто Анжеро-Судженськ.

## Історія
Анжеро-Судженськ отримав статус міста обласного підпорядкування 30 червня 1931 року.
Станом на 2002 рік до складу міської ради окрім міста Анжеро-Судженськ входили також селище міського типу Рудничний, село Лебедянка, селища 3-й склад, 326-го кварталу, 348-го кварталу, Козли, Терентьєвка, селище Красна Горка перебувало у складі Яйського району.

## Населення
Населення — 74949 осіб (2019; 82497 в 2010, 92557 у 2002).

## Населені пункти
| № | Населений пункт                 | Населення, осіб (2002) | Населення, осіб (2010) |
| - | ------------------------------- | ---------------------- | ---------------------- |
| 1 | 3-й склад, селище               | 46                     | 40                     |
| 2 | 326-го кварталу, селище         | 282                    | 194                    |
| 3 | 348-го кварталу, селище         | 718                    | 603                    |
| 4 | Анжеро-Судженськ, місто         | 86480                  | 76646                  |
| 5 | Козли, селище                   | 38                     | 30                     |
| 6 | Красна Горка, селище            | 634                    | 642                    |
| 7 | Лебедянка, село                 | 493                    | 412                    |
| 8 | Рудничний, селище міського типу | 4418                   | 3865                   |
| 9 | Терентьєвка, селище             | 82                     | 65                     |